# Anères
Anères – miejscowość i gmina we Francji, w regionie Oksytania, w departamencie Pireneje Wysokie.
Według danych na rok 1990 gminę zamieszkiwało 156 osób, a gęstość zaludnienia wynosiła 59 osób/km² (wśród 3020 gmin regionu Midi-Pireneje Anères plasuje się na 907. miejscu pod względem liczby ludności, natomiast pod względem powierzchni na miejscu 1674.).